# 王國之心 HD II.8 Final Chapter Prologue
《王國之心 HD II.8 Final Chapter Prologue》是一个将原本在任天堂3DS的游戏《王国之心 3D ［梦降深处］》，以網頁遊戲的《王国之心 χ》為基礎的全新作品《χ Back Cover》，与衔接PlayStation Portable的《王國之心 夢中降生》之后发生的“王國之心 0.2 夢中降生-失落篇章-”一同以高解析移植到PlayStation 4的版本。本作在2017年1月12日於日本发售。

## 遊戲

### 王国之心 3D ［梦降深处］HD
全HD高畫質重製作品，故事承接《王國之心 Re:編碼》，索拉與里克為了準備與塞亞諾特的對決，參加了大師認承的考試。

### 王國之心 0.2 夢中降生-失落篇章-
故事承接《王國之心 夢中降生》，講述亞克雅在黑暗世界的故事，全新劇情，並銜接至《王國之心  III》。

### 王國之心 χ Back Cover
全新的高清影片，追溯王國之心系列起源，描述預知者的神秘故事，以預知者的角度講述《王國之心 χ[chi]》的故事。

## 外部連結
- 王國之心 HD II.8 Final Chapter Prologue日文官方主页 （页面存档备份，存于） （日語）